# Przełęcz pod Czerteżem
Przełęcz pod Czerteżem (906 m n.p.m.) – przełęcz w Bieszczadach Zachodnich.
Przełęcz znajduje się w głównym grzbiecie Karpat, pomiędzy szczytami Borsuk (991 m n.p.m.) i Czerteż (1071 m n.p.m.). Spod tej przełęczy wypływa na północ potok Beskidnik, a na południe dopływy potoku Hlboký.
Poprzednią (patrząc z zachodu na wschód) przełęczą w głównym łańcuchu Karpat jest Przełęcz pod Borsukiem, a następną – przełęcz Beskid pod Menczyłem.